# أنصار الشريعة (تونس)
أنصار الشريعة في تونس هي جماعة إسلامية متطرفة تسعى لإقامة الشريعة الإسلامية في تونس. ومصنفة كمنظمة إرهابية من قبل الحكومة التونسية ومن قبل الحكومة الأمريكية.
في أعقاب الثورة التونسية ضد نظام الرئيس التونسي السابق زين العابدين بن علي، أطلق سراح العديد من السجناء السياسيين الإسلاميين الذين كانوا مسجونين من قبل نظام الرئيس السابق زين العابدين بن علي، بما في ذلك أبو عياض التونسي، الذي سبق وشارك في تأسيس الجماعة المقاتلة التونسية مع طارق معروفي في يونيو 2000.
قام أبو عياض بتأسيس جماعة أنصار الشريعة في أواخر أبريل 2011. وقامت الجماعة بتأسيس عدة أذرع إعلامية لها بينها، مؤسسة القيروان للاعلام، وتطوير وسائل إعلام أخرى بما فيها مدونة، صفحة على الفيسبوك، ومجلة.
وقد قامت أنصار الشريعة بحملة للإفراج عن السجناء الإسلاميين، مثل عمر عبد الرحمن، وأبو قتادة الفلسطيني والتونسيين الذين حاربوا مع تنظيم القاعدة في العراق والمحتجزون في السجون العراقية.
عقدت جماعة أنصار الشريعة مؤتمر في القيروان في 2012 والذي دعا فيه أبو عياض ماسماه (أسلمة) الإعلام التونسي والتعليم والسياحة والقطاعات التجارية، وإنشاء النقابات الإسلامية (لمواجهة الاتحاد العام التونسي للشغل العلماني).
وقام أعضاء من أنصار الشريعة بانتظام بدور في احتجاجات في تونس ضد جهات أو أفراد بتهمة التجديف كما يشتبه تورطهم في عدد من حوادث العنف، ولكن قدمت أدلة قليلة ولم يتم حظر المنظمة. من بين الحوادث التي يشتبه بتورطهم بها الهجوم على محطة التلفزيون التي قامت بعرض فيلم برسبوليس في أكتوبر 2011، كذلك الهجوم على معرض فني مثير للجدل في يونيو 2012، والهجوم على السفارة الأمريكية في تونس في سبتمبر عام 2012.
صنفت هذه المجموعة غير المرخص لها في العمل منذ تأسيسها كتنظيم إرهابي محضور من قبل الحكومة التونسية في قرار اتخذ منذ مدة حسب رئيس الوزراء التونسي الذي أكّد في المؤتمر الصحفي المنعقد في 27 أوت 2013 في مقر الحكومة بالقصبة عن ارتباط هذه المجموعة بتنظيم القاعدة وتورطها في اغتيال السياسيين التونسيين البراهمي وبالعيد وضلوعها في العمليات الارهابية في الشعانبي وغيرها وادخال وتخزين الاسلحة.
ارتبط التنظيم في فترة بما يسمّى كتيبة عقبة بن نافع، ويمكن أن يكون قد مثل سندا للتابعين لتلك الكتيبة من الذين توجهوا إلى ليبيا للتدريب، إذ يمكننا ان نقول بوجود ارتباطات عضوية دون وجود وحدة هيكلية.